# Adu Manis
Adu Manis is een bestuurslaag in het regentschap Ogan Komering Ulu van de provincie Zuid-Sumatra, Indonesië. Adu Manis telt 697 inwoners (volkstelling 2010).